# Vincent Hugo Bendix
Vincent Hugo Bendix (12 de agosto de 1881 - 27 de marzo de 1945) fue un inventor y magnate estadounidense, pionero y líder en las industrias automotriz y de la aviación durante las décadas de 1920 y 1930.

## Semblanza
Vincent Hugo Bendix nació en Moline (Illinois). Era el mayor de los tres hijos de Metodismo clergyman, el reverendo Jann Bengtsson, nativo de Ångermanland, Suecia, y su esposa Anna Danielson, también inmigrante de Suecia. Mientras estaba en Moline, el apellido se cambió a "Bendix". Más tarde se mudaron a Chicago, Illinois y Vincent compró el Mansión Palmer en 1930 por $3,000,000.

## Carrera
En 1907, Vincent Bendix fundó Bendix Corporation de Chicago para fabricar automóvil, llamados  Bendix Motor Buggie. Después de dos años y de producir 7.000 vehículos, la empresa fracasó. Sin embargo, en 1910, Bendix inventó y patentó el Bendix, un engranaje que podía engranar un motor a una velocidad de rotación cero y luego (con la ayuda de un resorte y la velocidad más alta del motor en marcha) retroceder y desconectarse automáticamente a una velocidad más alta (nominalmente la velocidad de marcha del motor). Esta transmisión hizo que el motor de arranque fuera práctico para motores de automóviles y más tarde para motores en aeronave y otros vehículos motorizados.
En 1922 su padre murió al ser atropellado por un automóvil con frenos de tambor; la muerte de su padre lo inspiró a estudiar sistemas de frenado. Encontró un sistema de frenado francés que consideró superior a cualquier sistema de frenado disponible en el mercado de los Estados Unidos. En 1923, Bendix fundó Bendix Brake Company, que un año después adquirió los derechos de las patentes del ingeniero francés  Henri Perrot para el diseño del tambor/zapata del freno.
En 1929, inició  Bendix Aviation Corporation y fundó  Transcontinental Bendix Air Race en 1931. En 1942, Bendix inició Bendix Helicopters, Inc. Bendix Aviation y Bendix Brake más tarde pasaría a llamarse Bendix Corporation.

## Muerte
Bendix murió en su casa de Nueva York el 27 de marzo de 1945 de  coronary thrombosis.

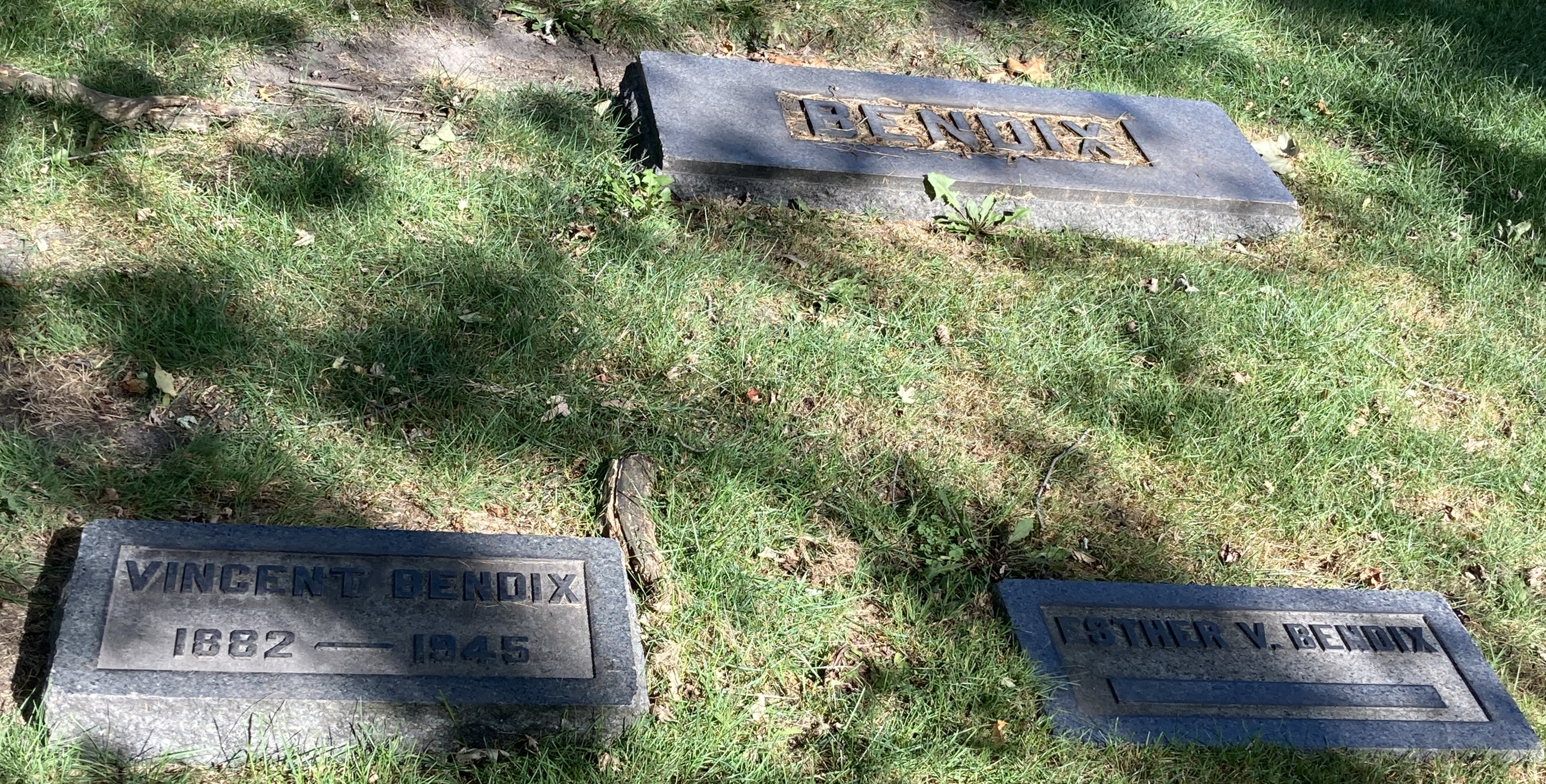
Bendix's grave

## Honores
- 1929 - Caballero de la Orden de la Estrella Polar de Suecia
- 1931 - Presidente de la Sociedad de Ingenieros de Automoción
- 1936 - Caballero de la Legión de Honor francesa.
- 1984 - Miembro Salón de la Fama del Automóvil[9]
- 1991 - Instalado en el  National Aviation Hall of Fame[1]

## Lecturas relacionadas
- Cunningham, Mary, with Fran Schumer, Powerplay: What Really Happened at Bendix (Linden Press/Simon and Schuster, 1984)
- Garraty, John A., and Mark C. Carnes, American National Biography (Oxford University Press, 1999)
- Hallett, Anthony  and  Diane Hallett Entrepreneur magazine encyclopedia of entrepreneurs  (Wiley. October 24, 1997)